# Bagbahara
Bagbahara è una suddivisione dell'India, classificata come nagar panchayat, di 16.746 abitanti, situata nel distretto di Mahasamund, nello stato federato del Chhattisgarh. In base al numero di abitanti la città rientra nella classe IV (da 10.000 a 19.999 persone).

## Geografia fisica
La città è situata a 21° 1' 60 N e 82° 22' 60 E e ha un'altitudine di 359 m s.l.m..

## Società

### Evoluzione demografica
Al censimento del 2001 la popolazione di Bagbahara assommava a 16.746 persone, delle quali 8.455 maschi e 8.291 femmine. I bambini di età inferiore o uguale ai sei anni assommavano a 2.478, dei quali 1.291 maschi e 1.187 femmine. Infine, coloro che erano in grado di saper almeno leggere e scrivere erano 9.928, dei quali 5.866 maschi e 4.062 femmine.